# Тур (груда камней)
Тур (также гурий) — искусственное сооружение в виде груды камней, часто конической формы.
Соответствующий английский термин каирн (англ. cairn) используется в археологии также для обозначения каменных курганов, каменного ядра в земляных курганах, засыпки камнями дольмена. Термин каирн в этом смысле иногда применяется и в русскоязычной археологической литературе.

## Назначение
В современную эпоху туры зачастую возводятся в качестве ориентиров. В древние времена они воздвигались как памятники, как могильные камни или использовались в практических и астрономических целях.
Они строятся для нескольких целей:
- Они могли отмечать места захоронений и/или служить памятниками павшим.
- Для передачи информации. В гурий могло вкладываться извещение.
- Они могут отмечать вершину горы.
- Расположенные через равные промежутки, они указывают путь через каменистые бесплодные пустоши или через горные ледники.
- В канадской Арктике эскимосы возводили туры в человеческой форме в качестве придорожных камней для отметки длины пути или указателя направления.
- В Северной Америке турами могли отмечать тропы бизонов.
- В Северной Америке туры могли использоваться в астрономических целях.
- В канадских приморских провинциях туры использовались в качестве похожих на маяк фонарей, которые служили ориентиром лодкам, как это описано в романе The Shipping News.
- В парках, демонстрирующих необычные скальные образования, подобно Гранд-Каньону, туристы нередко складывают небольшие простейшие туры.
- Как ориентирный знак возле геодезических пунктов.

В Северной Америке туры часто выкладывали в форме черепах или других животных.
Кроме того, туры сооружались в ознаменование какого-либо события на месте битвы. Некоторые туры просто представляют собой места, куда фермеры складывают большое количество камней, собранных со своего поля.
Наконец, тур может носить и чисто декоративный характер как элемент ландшафтного дизайна (например в составе альпийской горки).
Они различаются от небольшой груды камней до собранной инженерным способом. В некоторых местах регулярно проводятся игры, в ходе которых строят самый привлекательный тур. Туры вдоль туристических троп часто появляются путём добавления к куче камней ещё одного каждым проходящим туристом.